# Moto Guzzi V9
La Moto Guzzi V9 è una motocicletta prodotta dalla casa motociclistica italiana Moto Guzzi dal 2016 al 2024.
È disponibili in due versioni: Roamer e Bobber.

## Descrizione e tecnica

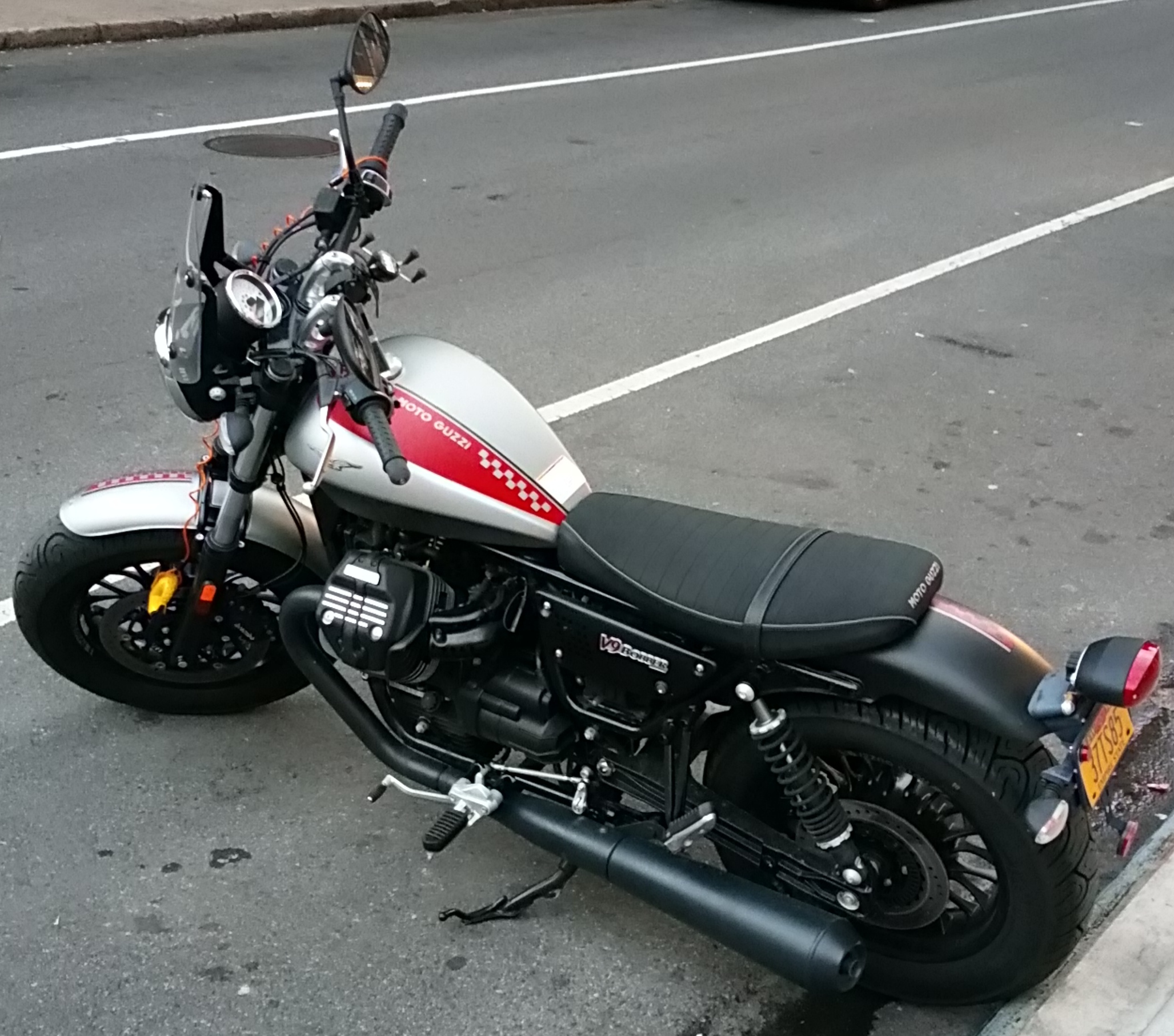
V9 Bobber

Presentata in anteprima ad EICMA nel novembre 2015, come per le altre Moto Guzzi il motore è un bicilindrico a V longitudinale di 90° a quattro tempi raffreddato ad aria, ma in questo caso è totalmente nuovo dalla cilindrata di 853 cm³, con una potenza di 55 CV a 6250 giri al minuto. È dotato di due valvole per cilindro, controllate da un singolo albero a camme centrale e azionate tramite bilancieri. La valvola di aspirazione è realizzata in titanio, che consente un profilo dell'albero motore più affilato grazie al suo peso ridotto. L'alimentazione avviene attraverso un sistema ad iniezione elettronica e la presa d'aria è controllata da un corpo farfallato centrale azionato elettronicamente (cosiddetto "ride by wire"), consentendo diverse impostazioni di risposta. La potenza viene trasmessa alla ruota posteriore tramite un cambio a sei marce e una trasmissione a cardano. Al lancio la moto era omologata alla normativa Euro 4. 
La sospensione anteriore prevede una forcella telescopica da 40 mm con escursione di 130 mm, mentre al posteriore utilizza un unico doppio ammortizzatore con forcellone.
Nel 2021 la moto ha subìto un aggiornamento, con il motore che è stato adattato allo standard Euro 5 sviluppando 65 CV, 10 CV in più rispetto a prima, erogati a 6800 giri/min.
Nel 2022 viene presentata la versione V9 Bobber Special Edition, con speciale colorazione twin-tone nera e grigia e specchietti bar-end fissati alle estremità del manubrio.